# Reguliere kanunniken van Sint-Rufus
De gemeenschap van de reguliere kanunniken van Sint-Rufus was een Franse kloostergemeenschap van kanunniken die ontstond in de 11e eeuw en opgeheven werd kort voor de Franse Revolutie. De orde werd opgericht bij Avignon in 1039 toen vier priesters, Arnold, Odilon, Ponce en Durand, toestemming kregen van Benedictus, de bisschop van Avignon, zich te installeren in het kerkje van Sint-Justus buiten de muren van de stad waar zich de overblijfselen van Rufus van Avignon zouden bevinden.
Als eerste abt wordt Ponce genoemd in de bul van 28 april 1123 van paus Calixtus II. Omdat in de oorspronkelijke schenkingsakte Arnald, wat soms abusievelijk gelezen is als Kamald, als eerste wordt genoemd, werd door enkele geschiedkundigen gedacht dat dit de eerste abt was. In de beroemde Gallia Christiana van de Samarthani treffen we ook Arbert of Arberius als eerste abt aan. Deze geschiedschrijving begint echter bij een bul van paus Urbanus II van 13 oktober 1096 en is derhalve incompleet. In de Opuscula Varia van Jean Colombe wordt voor het eerst het oorspronkelijke schenkingscharter geciteerd met daarin de namen van de vier eerste kanunniken.
Tot 1156 bleef deze kerk de hoofdzetel van de congregatie. In dat jaar werd de kerk verwoest door de Albigenzen. Vanwege de aanhoudende machtsstrijd met de kanunniken van de cathedrale kerk van Avignon werd daarop in 1158 de zetel verplaatst naar Valence, waar zij een klooster bouwden op het eilandje Éparvière, gelegen tussen het gelijknamige riviertje en de Rhône.

## Regel
De congregatie van Sint-Rufus kende een eigen regel, die zich als een van de eersten en zeker een van de invloedrijkste op de kloosterlijke aanbevelingen van Sint-Augustinus baseerde. De congregatie van Sint-Rufus opteerde hierbij voor de gematigde variant, de ordo antiquus, zoals blijkt uit de Expositio in regulam Sancti Augustini die rond 1110 in deze gemeenschap werd opgesteld. De gebruiken van deze kloostergemeenschap werden door abt Lietbert, die eerder kanunnik was in het grafelijk kapittel van Rijsel (Lille), op schrift gesteld in zijn Liber ecclesiastici et canonici ordinis. Hiermee vormde deze gemeenschap een protest tegen de inmiddels tot rijkdom gekomen kloostergemeenschappen die zich tot dan toe vrijwel uitsluitend baseerden op de regel van Sint-Benedictus.
De invloed van de congregatie van Sint-Rufus en haar regel was groot. Veel nieuwe en bestaande kloostergemeenschappen namen deze gebruiken over en uit deze beweging zou de orde van Augustijnen ontstaan. Nieuwe congregaties en ordes zoals de Victorianen van Parijs en de Karthuizers telden kanunniken van Sint-Rufus onder de leden van hun eerste gemeenschap en ontleenden hun regel in belangrijke mate aan de regel van Sint-Rufus. De congregatie vestigde zich over heel Europa, maar haar basis bleef in Frankrijk, Noord-Italië en Spanje liggen.

## Belangrijke personen
- Sint-Oldegarius, beter bekend als Olegarius Bonestruga, (1060-1137) was de zevende abt van de congregatie van Sint-Rufus en de belangrijkste heilige die uit deze gemeenschap voortkwam. Hij werd in 1111 abt van het klooster in Avignon en in 1115 bisschop van Tarragona. In die functie organiseerde hij een kruistocht in Spanje tegen de heersende moslims, die succesvol was.
- Berengarius van Orange (11e-12e eeuw) was bisschop van Orange en pauselijk legaat in het koninkrijk Jeruzalem.
- Andere invloedrijke personen waren onder meer abt Conrad, Corrado di Suburra (1073-1154), die in 1153 gekozen werd tot paus Anastasius IV en abt Nicholas Breakspeare, of Briselance, (1100-1159) die in 1154 als paus Adrianus IV werd gekroond met de tiara. Deze laatste was de enige Engelse paus.
- Ook Guilliano della Rovere wordt genoemd als kanunnik en abt van het klooster van Sint-Rufus in Avignon. Zeker is dat deze latere paus Julius II (1503-1513) aartsbisschop van Avignon is geweest. Het is daarmee niet onmogelijk dat hij ook commanditaire abt van dit klooster geweest is.

## Einde
De congregatie werd door de Franse koning in 1762 opgeheven en samengevoegd met de Orde van Sint-Lazarus. Protesten hiertegen waren niet succesvol. De kloosterlijke goederen werden door de kroon geconfisqueerd en verkocht.